# Heliophanus verus
Heliophanus verus este o specie de păianjeni din genul Heliophanus, familia Salticidae, descrisă de Wesolowska, 1986. Conform Catalogue of Life specia Heliophanus verus nu are subspecii cunoscute.